# Нідал Аль Ачкар
Нідал Аль Ачкар (англ. Nidal Al Achkar; нар.. 1934) — ліванська актриса і режисерка театру, що отримала звання «найвеличніша дама ліванського театру».

## Життєпис
Нідал Аль Ачкар була донькою політичного діяча сирійської Соціалістичної націоналістичної партії Асада аль-Ачкара. Вона навчалася в Королівській академії драматичного мистецтва в Лондоні.
У 1967 році вона поставила свою першу п'єсу в Бейруті, а наприкінці 1960-х років створила театр-майстерню в Бейруті.
Після громадянської війни в Лівані Нідал Аль Ачкар в 1994 році заснувала театр «Аль-Медіна», відновивши будівлю, в якій розміщувався старий кінотеатр Сарулла.
Нідал Аль Ачкар отримала нагороду за досягнення (Lifetime Achievement Award) у 2012 році Murex d'Or. Вручаючи нагороду, міністр культури Лівану Габі Лайюн назвав її "справжнім вираженням просвітництва та культури Лівану ".
В одному з інтерв'ю у 2019 році Нідал Аль Ачкар висловила думку, що в арабському світі театр неможливий без «реальних, трансформативних революцій», які дозволять забезпечити свободу слова та відкритість.

## Фільмографія
- 1998 — Вандомська площа (фр. Place Vendome; Франція) — Саліа[6]